# Rhinella paraguas
Espèce
Rhinella paraguas est une espèce d'amphibiens de la famille des Bufonidae.

## Répartition
Cette espèce est endémique du département de Chocó en Colombie.

## Description
Les mâles mesurent de 31,3 à 41,7 mm et les femelles de 40,6 à 51,4 mm.

## Étymologie
Son nom d'espèce lui a été donné en référence au lieu de sa découverte, la serranía de los Paraguas.

## Publication originale
- Grant & Bolívar-Garcías, 2014 : A new species of semiarboreal toad with a salamander-like ear (Anura: Bufonidae: Rhinella). Herpetologica, vol. 70, no 2, p. 198–210.